# Wisen
Wisen ist eine politische Gemeinde im Bezirk Gösgen des Kantons Solothurn in der Schweiz.

## Geographie
Wisen liegt auf 682 m ü. M., 5 km nördlich der Stadt Olten (Luftlinie). Das Haufendorf erstreckt sich im Solothurner Jura am Südfuss des Wisenbergs, auf einem Sattel und in der östlich davon gelegenen Talung des Wisenbachs, nahe dem Passübergang des Unteren Hauensteins. Wisen ist neben Kienberg das einzige nördlich des Jurahauptkamms gelegene Dorf des Bezirks Gösgen.
Die Fläche des 4,8 km² grossen Gemeindegebiets umfasst einen Abschnitt des östlichen Faltenjuras. Der grössere östliche Gemeindeteil liegt im Einzugsgebiet des Wisenbachs, eines Quellbachs des nach Norden zur Ergolz fliessenden Eibachs. Die nördliche Abgrenzung bildet der breite Höhenrücken des Wisenbergs, auf dem mit 990 m ü. M. der höchste Punkt von Wisen erreicht wird. Östlich des Dorfes erhebt sich die markante Felsformation der Wisner Fluh, die zum Flueberg (935 m ü. M.) gehört. Im Osten und Süden verläuft die Gemeindegrenze über den Jurahauptkamm, die Wasserscheide zwischen der Aare im Süden und der Ergolz im Norden. Sie reicht von der Burgflue (bis 930 m ü. M.) und dem Sattel der Birmatt im Osten über die Höhe bei Froburg (866 m ü. M.) bis zur Hangenmatt (804 m ü. M.) im Süden. Nach Westen erstreckt sich der Gemeindeboden über den Wisner Sattel in das Einzugsgebiet des Homburgerbaches (linker Zufluss der Ergolz). Von der Gemeindefläche entfielen 1997 6 % auf Siedlungen, 40 % auf Wald und Gehölze und 54 % auf Landwirtschaft.
Zu Wisen gehören verschiedene Einzelhöfe. Nachbargemeinden von Wisen sind Lostorf, Trimbach und Hauenstein-Ifenthal im Kanton Solothurn sowie Läufelfingen, Häfelfingen und Zeglingen im Kanton Basel-Landschaft.

## Bevölkerung
Mit 443 Einwohnern (Stand 31. Dezember 2023) gehört Wisen zu den kleinen Gemeinden des Kantons Solothurn. Von den Bewohnern sind 97,9 % deutschsprachig, 0,7 % sprechen Rätoromanisch und 0,7 % Niederländisch (Stand 2000). Die Bevölkerungszahl von Wisen belief sich 1850 auf 530 Einwohner, 1900 nur noch auf 346 Einwohner. Im Verlauf des 20. Jahrhunderts nahm die Bevölkerung bis 1970 weiter auf 285 Personen ab. Seither wurde wieder ein deutliches Bevölkerungswachstum verzeichnet.

## Wirtschaft
Wisen war bis in die zweite Hälfte des 20. Jahrhunderts ein vorwiegend durch die Landwirtschaft geprägtes Dorf. Noch heute haben die Viehzucht und die Milchwirtschaft, der Ackerbau und der Obstbau (vor allem Kirschbäume) einen wichtigen Stellenwert in der Erwerbsstruktur der Bevölkerung. Weitere Arbeitsplätze sind im lokalen Kleingewerbe und im Dienstleistungssektor vorhanden, unter anderem in einer Schreinerei und in Fotoateliers. An aussichtsreicher Lage am Südwesthang des Wisenbergs befindet sich Hupp, eine Wohngruppe der Sozialunternehmung WG Treffpunkt aus Olten. In den letzten Jahrzehnten hat sich das Dorf zu einer Wohngemeinde entwickelt. Dank seiner relativ hohen Lage nördlich des Jurahauptkamms weist Wisen viel weniger Nebeltage auf als das benachbarte Aaretal. Viele Erwerbstätige sind deshalb Wegpendler, die überwiegend in der Region Olten, teilweise auch in den grösseren Ortschaften des Ergolztals arbeiten.

## Verkehr
Die Gemeinde liegt abseits der grösseren Durchgangsstrassen an einer Verbindungsstrasse vom Unteren Hauenstein nach Gelterkinden. Der Autobahnanschluss A2 ist 15 km vom Dorfkern entfernt.

### Nahverkehr
Durch eine Buslinie der BOGG (Busbetrieb Olten Gösgen Gäu), ist das Dorf an das Netz des öffentlichen Verkehrs angebunden.
- 506 Olten Bahnhof – Trimbach SO – Hauenstein – Ifenthal – Wisen SO, Kirche

## Geschichte
Das Gemeindegebiet von Wisen war bereits während der Bronzezeit und der Römerzeit besiedelt. Die erste urkundliche Erwähnung des Ortes erfolgte 1226 bereits unter dem heutigen Namen in einer Urkunde des Klosters Schöntal. Später erschienen die Bezeichnungen Wison (1325), Wissen (1459) und Wysen (1526). Der Name wird heute auf den althochdeutschen Personennamen Wiso zurückgeführt, die Herleitung vom althochdeutschen Wort wisa (Wiese) wird von der modernen Namenforschung zurückgewiesen.
Seit dem Mittelalter unterstand Wisen der Herrschaft der Grafen von Frohburg. Im Jahr 1367 kam das Dorf an die Grafen von Nidau, 1375 als habsburgisches Lehen an die Thiersteiner und 1418 an die Falkensteiner, welche die Herrschaft Gösgen besassen. Durch Kauf gelangte Wisen 1458 an die Stadt Solothurn und wurde nun der Vogtei Gösgen zugeordnet. In der Folgezeit gab es bis 1839 immer wieder Streitigkeiten zwischen Solothurn und Basel über die Zugehörigkeit des Dorfes; erst seither ist Wisen rechtlich endgültig dem Kanton Solothurn zugeteilt. Nach dem Zusammenbruch des Ancien Régime (1798) gehörte Wisen während der Helvetik zum Verwaltungsbezirk Solothurn und ab 1803 zum Bezirk Gösgen.

## Sehenswürdigkeiten
Seit 1535 bestand in Wisen eine Kapelle, die jedoch 1763 einstürzte und zwei Jahre danach wieder aufgebaut wurde. Da ein erneuter Einsturz der Kapelle nicht ausgeschlossen werden konnte, wurde das Gotteshaus 1837 durch die heutige Kirche Sankt Joseph, einen schlichten Saalbau mit halbrundem Chor, ersetzt. Sie wurde 1866 zur Pfarrkirche erhoben (vorher waren die Dorfbewohner nach Ifenthal pfarrgenössig). Als 1925 der Kirchturm abermals vom Einsturz bedroht war, wurde auf der Südseite der Kirche im darauf folgenden Jahr ein neuer Turm erbaut. Beliebte Wanderziele nur wenige 100 Meter jenseits der Gemeindegrenze sind die Ruine Frohburg und der Aussichtsturm auf dem Wisenberg.

## Bilder

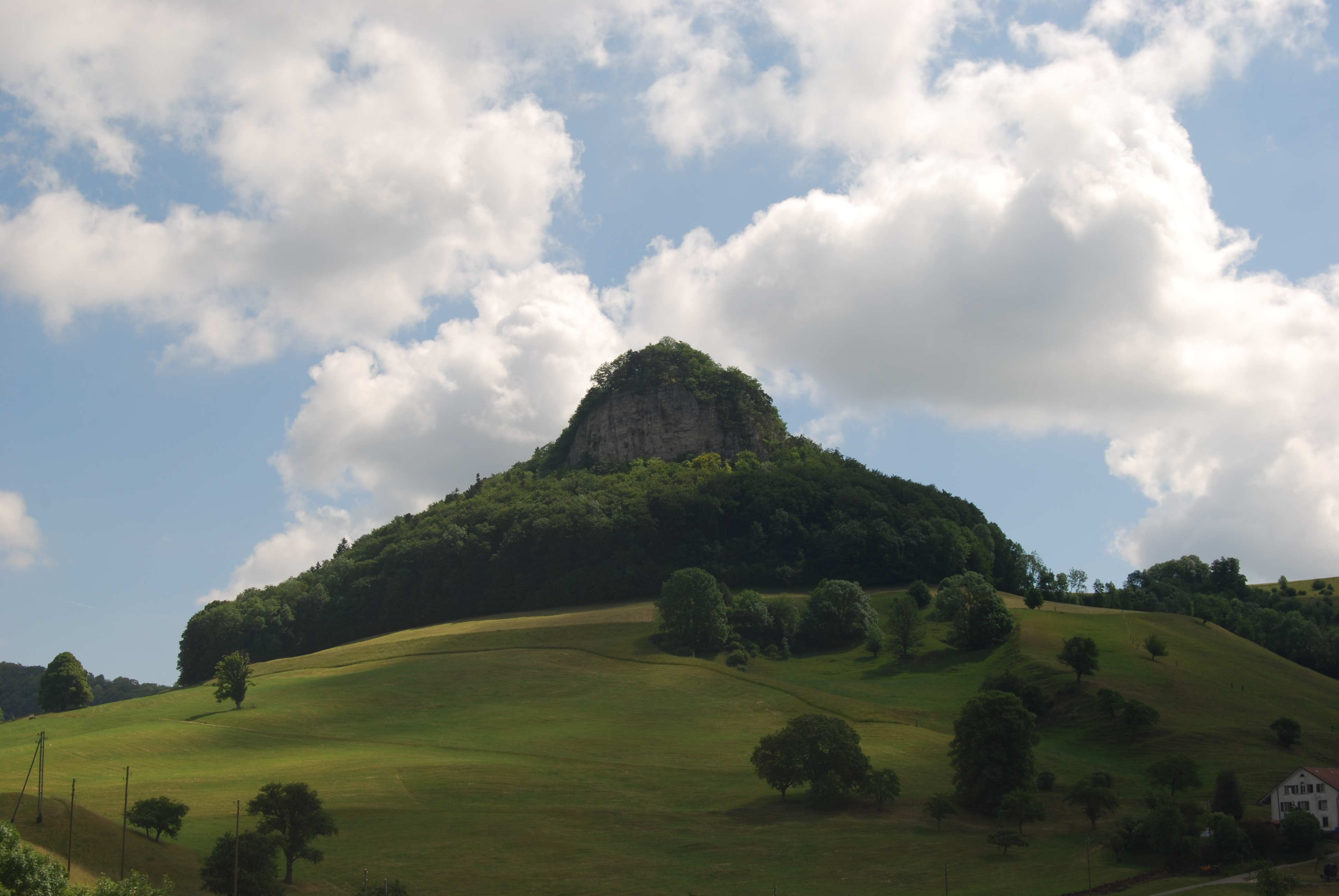
Wisner Flue
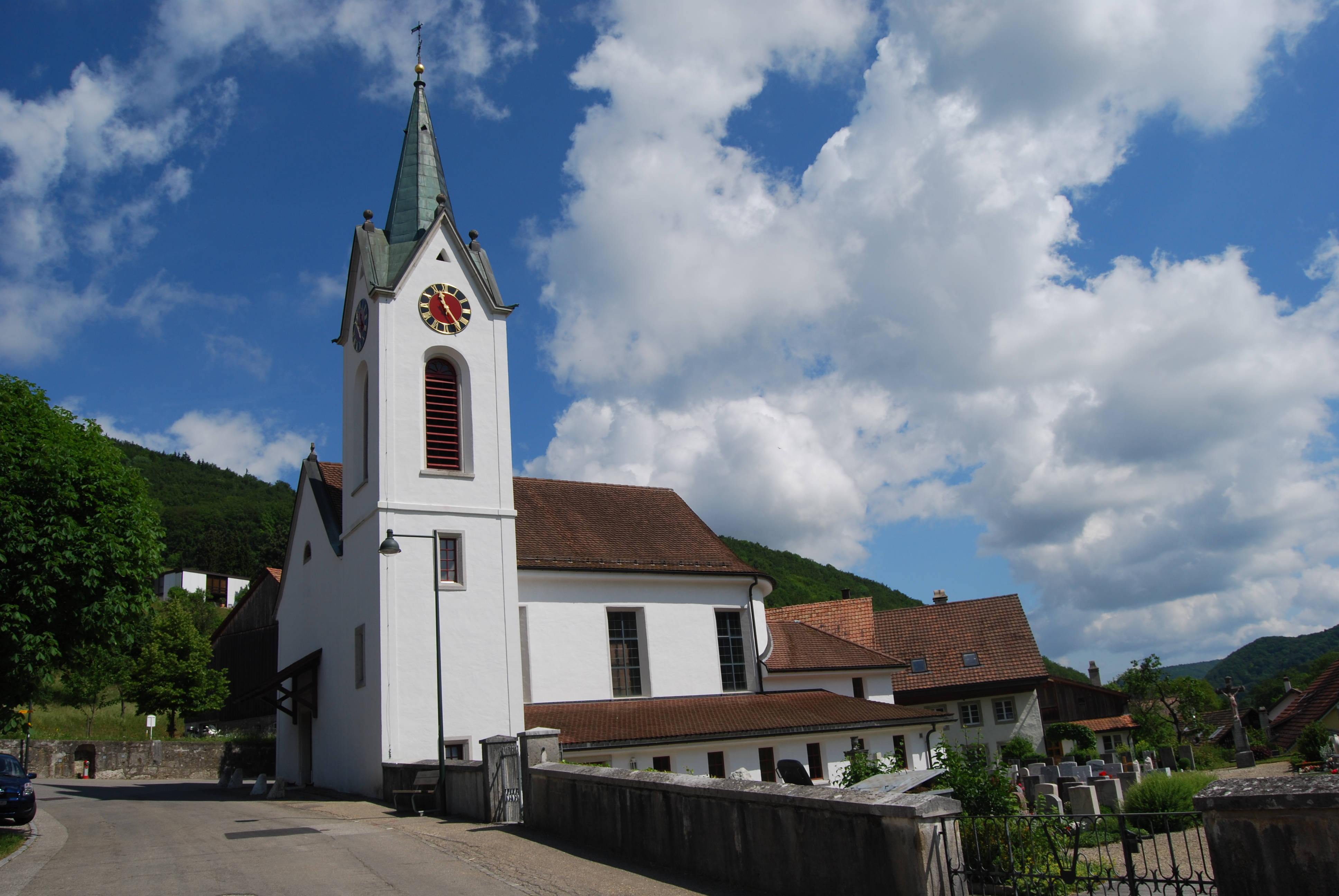
Kirche St. Joseph
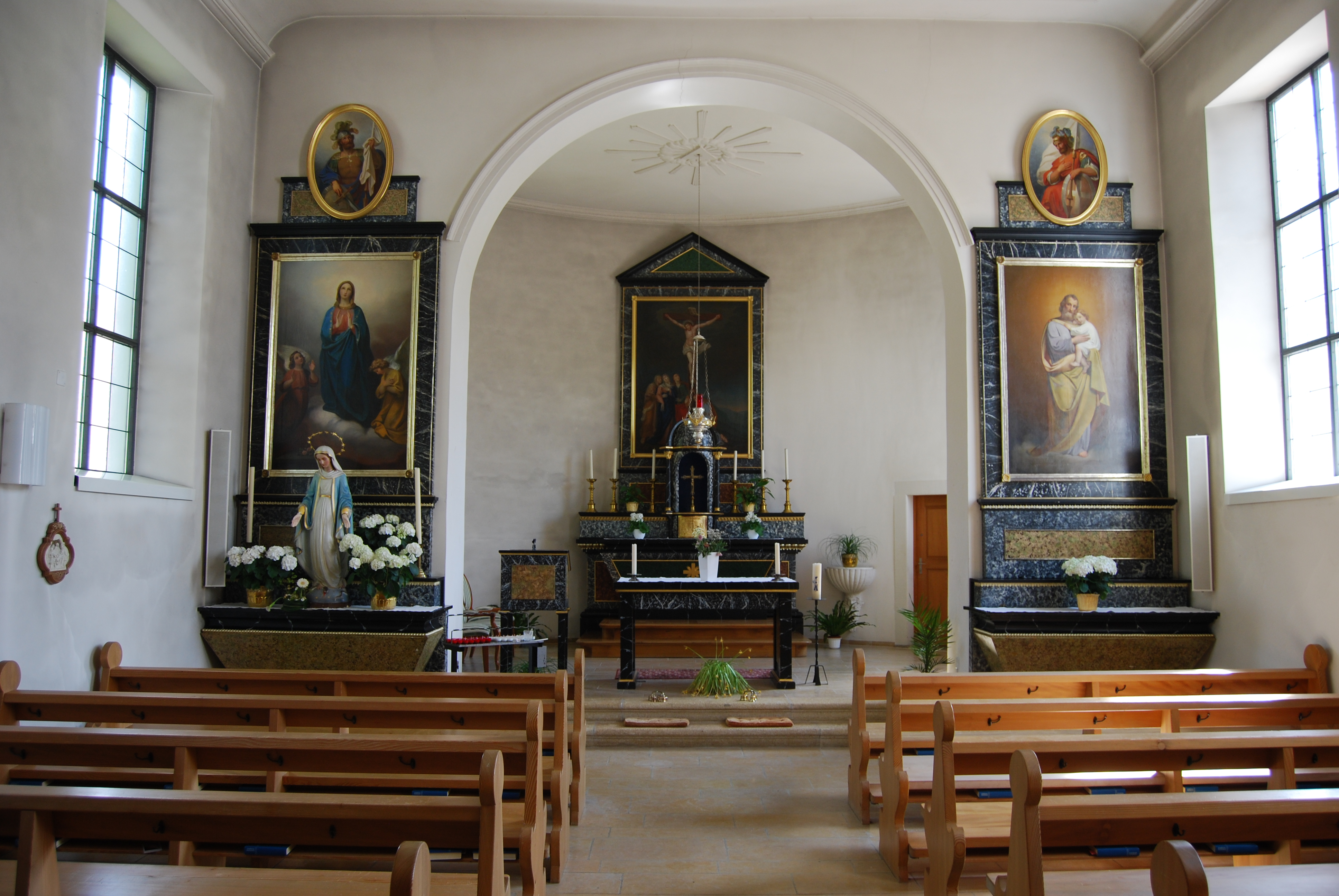
Innenansicht der Kirche
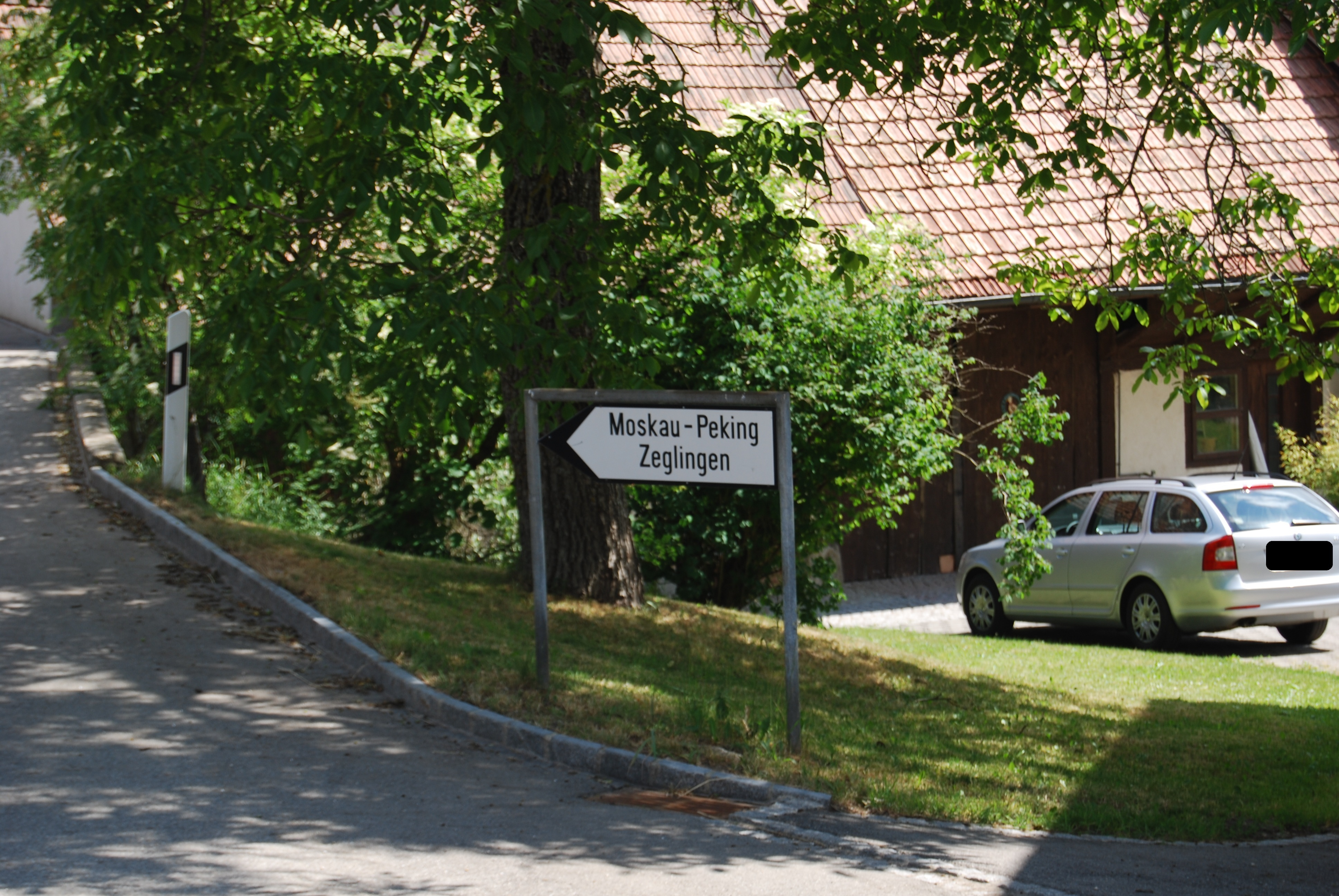
Wegweiser nach Moskau und Peking
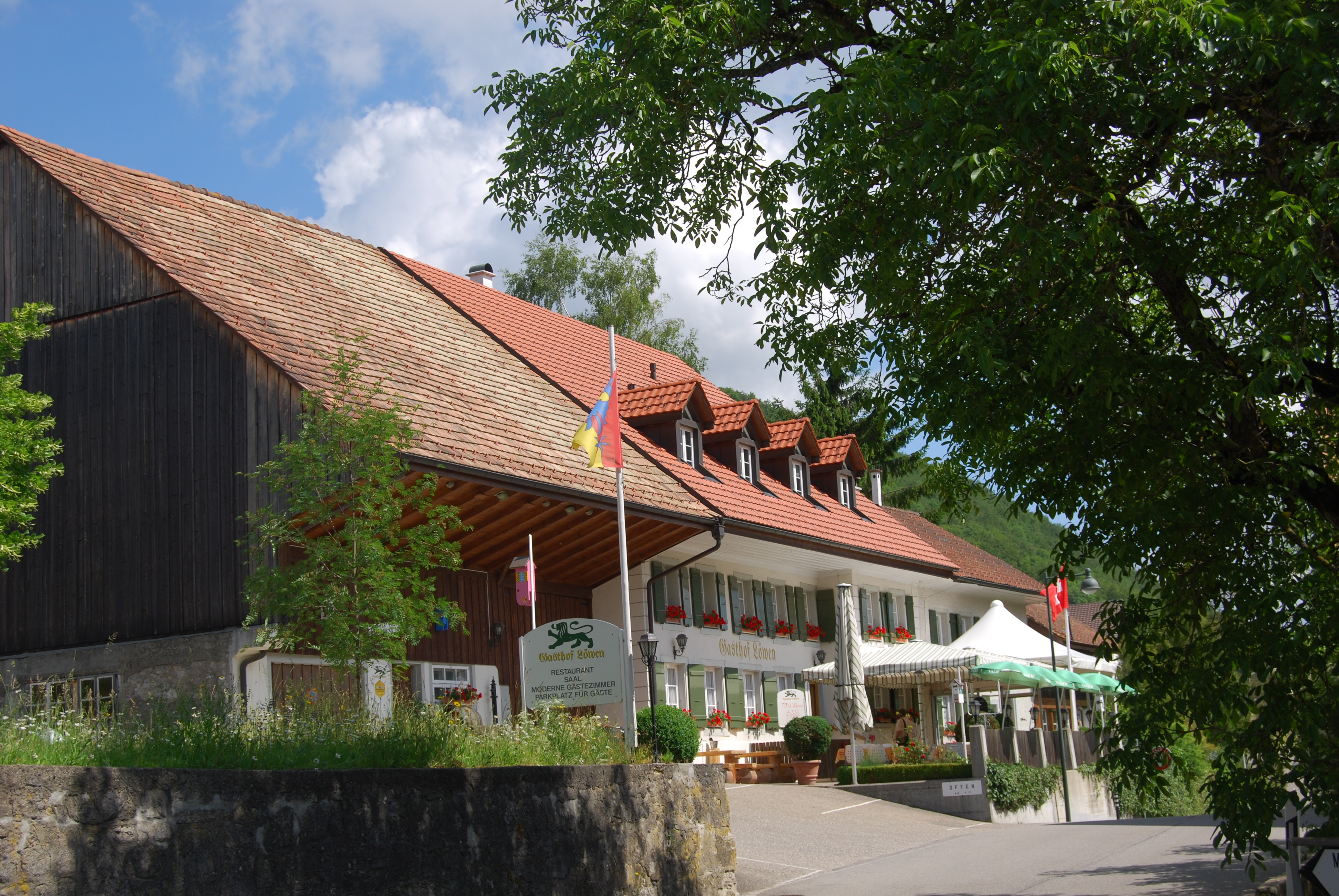
Löwen
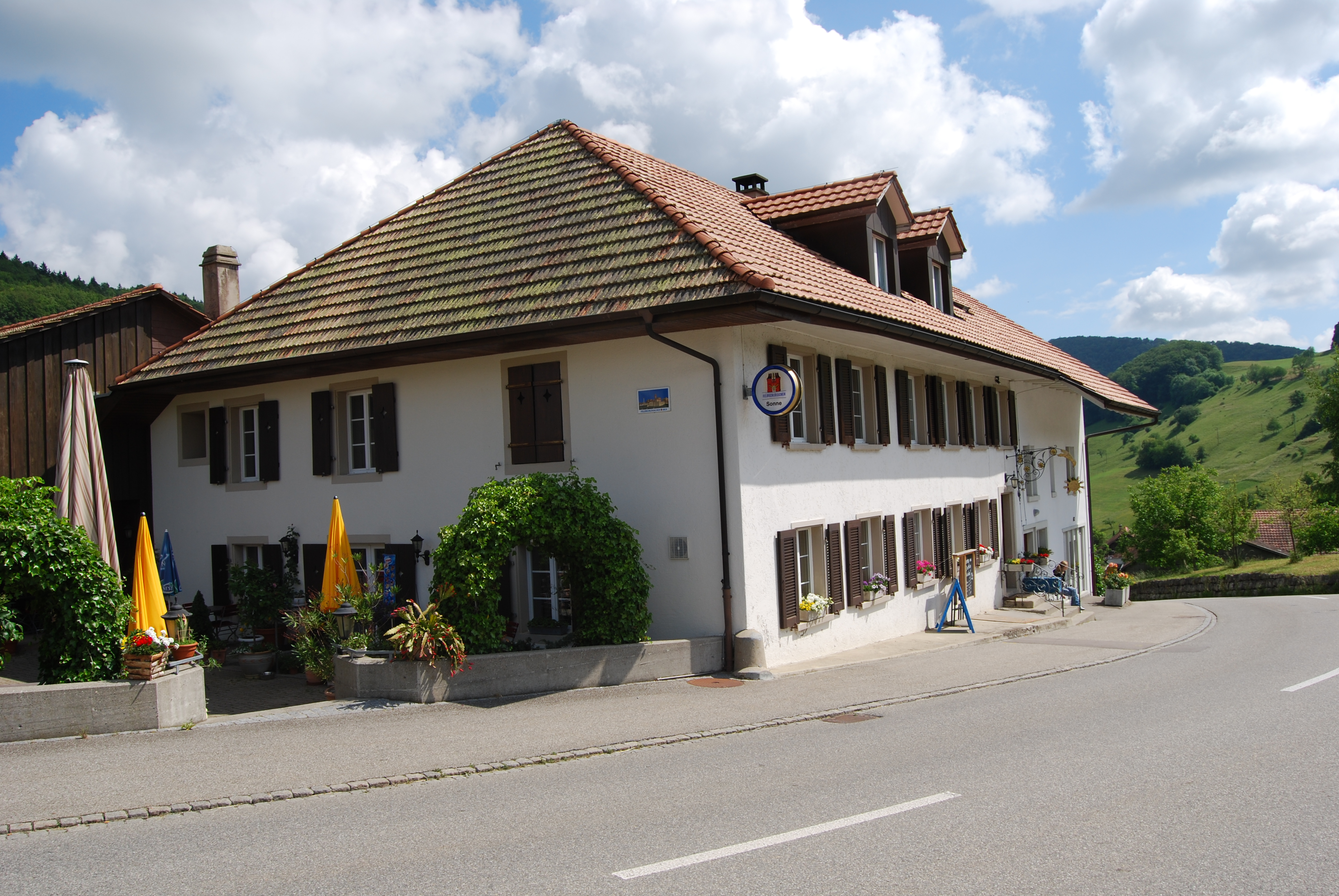
Sonne
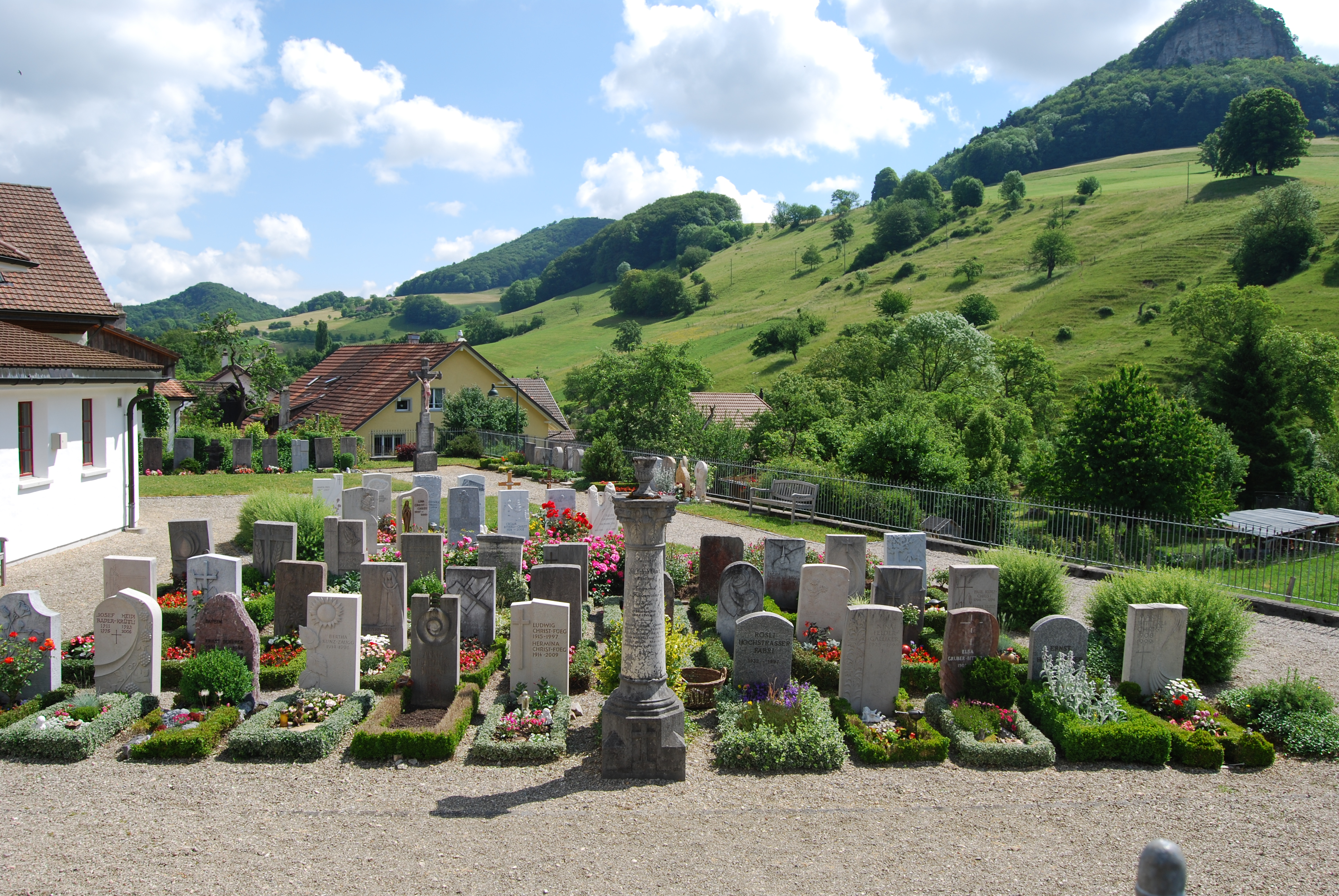
Friedhof und im Hintergrund die Wisner Flue

## Wappen
Blasonierung
Dreimal gespalten von Rot und Gelb, belegt mit blauem rechtsgewendetem Adler mit gespreiteten Flügeln
Das Wisner Gemeindewappen wurde 1925 eingeführt und leitet sich von den frohburgischen Insignien ab. Die Grafen der Frohburg führten einen Adler im Schild, welcher Eingang fand in verschiedene Gemeindewappen der Region, darunter auch Waldenburg BL.

## Film
1980 wurde in Wisen der SF-DRS-Film Faulheit oder Der hinkende Alois gedreht.